# 가톨릭대학교 부천성모병원
가톨릭대학교 부천성모병원(가톨릭大學校富川聖母病院, 영어: The Catholic University of Korea Bucheon St. Mary's Hospital)은  경기도 부천시 원미구 소사동에 위치한 가톨릭대학교 의학대학의 부속병원이다.

## 역사
부천성모병원은 1958년 성가소비녀회(聖家小卑女會)에 의해 천주교 서울대교구 미아리성당에 개원된 '성가의원'(聖家醫院)을 시작으로 1970년 서울의 하월곡동으로 확장이전되었다가,  1983년에 현재의 부천시 소사동에 자리를 잡았다. 본래 명칭은 가톨릭대학교 성가병원이었으나 2009년 10월 9일 브랜드 재창조 선포식을 통해 '가톨릭대학교 부천성모병원'으로 병원명칭을 변경하였다.

## 진료과목
- 감염내과
- 내분비내과
- 류마티스내과
- 소화기내과
- 순환기내과
- 신장내과
- 혈액종양내과
- 호흡기 및 알레르기내과
- 마취통증의학과
- 방사선종양학과
- 병리과
- 비뇨기과
- 산부인과
- 성형외과
- 소아청소년과
- 신경과
- 신경외과
- 안과
- 영상의학과
- 외과
- 응급의학과
- 이비인후과
- 정신건강의학과

정형외과
- 소아정형외과
- 진단검사의학과
- 치과
- 피부과
- 핵의학과
- 흉부외과

## 활동사항
- 월간지 『웹진사랑나눔』발행 - 건강 정보 및 가톨릭대학교 부천성모병원에 대한 정보들을 제공.
- ‘2008 빛 그리고 희망’이라는 개안 사업 - 부천시, 시흥시, 서울 구로구에 거주하는 저소득 가톨릭 교우를 대상으로, 안과 질환으로 고통을 받고 있으나 형편이 어려워 치료받지 못하는 이들에게 의료 혜택을 주고자 2008년 3월에 시작됨.
- 2016년 3월 1일 기준 직원 957명, 교원 143명, 전공의 106명 등 총 1,206명이 근무하고 있다.